# جوزيف أورورك
جوزيف أورورك (بالإنجليزية: Joseph O'Rourke)‏ هو قسيس أمريكي، ولد في 15 مايو 1938، وتوفي في 24 يوليو 2008.